# Cap d'Astarac
Cap d'Astarac est une commune nouvelle française créée le 1er janvier 2025 dans le département du Gers en région Occitanie. Elle résulte de la fusion des communes de Cabas-Loumassès, Monbardon, Saint-Blancard et Sarcos.

## Géographie

### Communes limitrophes
Les communes limitrophes sont  Arrouède, Aussos, Bézues-Bajon, Gaujan, Lalanne-Arqué, Manent-Montané, Monties, Nénigan, Puymaurin et Péguilhan.

## Histoire
La commune est créée le 1er janvier 2025 à la suite d'un arrêté préfectoral du 18 décembre 2024, par la fusion des communes de Cabas-Loumassès, Monbardon, Saint-Blancard et Sarcos. Le chef-lieu de la commune nouvelle est fixé à la mairie de l'ancienne commune de Saint-Blancard, les anciennes communes prenant le statut de communes déléguées.

## Politique et administration
Jusqu'aux prochaines élections municipales françaises de 2026, le conseil municipal de la commune nouvelle est constitué de l'ensemble des membres en exercice des conseils municipaux des quatre communes fondatrices.

### Liste des maires
| Période | Période  | Identité          | Étiquette | Qualité |
| ------- | -------- | ----------------- | --------- | ------- |
| 2025    | En cours | Christine Huppert |           |         |

### Communes déléguées
| Nom                    | Code Insee | Intercommunalité  | Superficie (km2) | Population (dernière pop. légale) | Densité (hab./km2) |
| ---------------------- | ---------- | ----------------- | ---------------- | --------------------------------- | ------------------ |
| Saint-Blancard (siège) | 32365      | CC du Val de Gers | 14,87            | 281 (2022)                        | 19                 |
| Cabas-Loumassès        | 32067      | CC du Val de Gers | 4,11             | 48 (2022)                         | 12                 |
| Monbardon              | 32260      | CC du Val de Gers | 6,41             | 69 (2022)                         | 11                 |
| Sarcos                 | 32413      | CC du Val de Gers | 6,41             | 82 (2022)                         | 13                 |

## Population et société

### Démographie
L'évolution du nombre d'habitants est connue à travers les recensements de la population effectués dans la commune depuis sa création.

En 2022, la commune comptait 480 habitants.
| 2021 | 2022 |
| ---- | ---- |
| 509  | 480  |